# Leon Fagercrantz
Alfhild Leonard (Leon) Fagercrantz, född 28 september 1866 i Malmö, död där 17 november 1935, var en svensk fotograf och målare.
Han var son till fotografen Måns Mårtensson (Fagercrantz) och Carolina Christina Petersson. Fagercrantz studerade konst i Stockholm 1886 och i Köpenhamn 1887 samt under ett par år i början av 1890-talet i Berlin. Han medverkade i samlingsutställningar med Konstföreningen för södra Sverige under 1890-talet. Hans konst består av stadsvyer, kanalmotiv, genrebilder, porträtt och byggnader från gamla Malmö. Hans landskapsmålningar består av blommande idyller från gårdar i Bara och Falsterbo. Fagercrantz är representerad med ett porträtt på Torups slott. Han är begravd på Gamla kyrkogården i Malmö. 
Som fotograf
5 januari 1888 kommer de första annonserna från Leonard Fagercrantz där han till fotografer erbjuder retuscheringar såväl på albumin-salt som på framkallningspapper, koloreringar i alla branscher och ornamentteckningar för innefattningar av grupper. Även erbjuder han till allmänheten porträtteringar i olja, pastell och svartkrita efter original som efter fotografi. Han har beställningsställen både hos sig själv på Norra Vallgatan 108 (nuvarande nr. 96) som via ett par adresser i Köpenhamn och Stockholm. Den 28 februari 1888 annonserar han att han öppnat sin ”Artistisk fotografi-atelier” vid Norra Vallgatan 108, modernt inredd med modern utrustning och där det erbjuds förstoringar av de mesta fototyper samt färgläggning i olja, akvarell och pastell. 6 mars 1888 blir Leonard Fagercrantz inskriven i Malmös handelsregister som verksam fotograf. I maj månad vill han anställa en kvinnlig retuschör och en springpojke. 7 september 1888 annonserar han att han nu via en nyare uppfinning kan ta ögonblicksbilder i helkroppsformat och kan ta ögonblicksfotografier ända upp till 2 meters höjd. Även börjar han fotografera ångbåtar, tåg och seglare som är igång i fart. I mars 1890 utför han även porträtter i olja och utför tavelrestaureringar. Hösten 1890 hade L. Fagercrantz börjat ta sportbilder med sin ögonblickskamera som velocipedtävlingarna i Malmö och kapprodd som han sålde kopior av. Han följde även med Malmö Velocipedklubb på deras utfärder och tog en del foton. I oktober1891 kan Fagercrantz erbjuda en fransk nyhet med kolorerade foton i olja på marmor. I mars 1895 har han köpt en ateljé som filial i Genarp som öppnas i slutet av april. I april 1896 så hade han inrättat en särskild förstoringsateljé på hemadressen där s.k. Platinaförstoringar av kabinettsfoton och visitkort kunde fås upp till kroppsstorlek. I april 1897 ville han sälja sin filialateljé i Genarp eller uthyra den. Under första halvan av 1900-talet dokumenterade Leonard Fagercrantz många äldre byggnader i Malmö och miljöer vid hamnen.